# 天生無才
天生無才，2010年中國大陸電視劇，別名：天生無才之刀光血影、天生無才也有用由，由歐陽震華、 劉庭羽、魏駿傑、高蓓蓓主演，以明朝宣德年間為背景，描寫景德鎮督陶官的故事，更融入宣德帝愛好促織、宣德帝後宮爭寵及建文帝後人爭奪皇位等的情節。該劇於東南衛視首播，自2012年3月26日起，每晚播出兩集。

## 播出
- 2010年11月3日 上海东方电影频道[2]
- 2012年3月26日 东南卫视
- 2011年8月30日:佳乐台

## 演員表

### 主要演員
| 演員     | 角色   | 簡介                                     |
| 歐陽震華 | 劉一清 |                                          |
| 劉庭羽   | 鞠瑩瑩 |                                          |
| 魏駿傑   | 朱瞻基 | 皇上                                     |
| 高蓓蓓   | 香若蘭 | 劉一清後母                               |
| 王翔弘   | 曾卓凡 | 劉一清書童                               |
| 楊亞     | 司馬蓉 | 正義會舵主，鞠瑩瑩好友，實為建文帝女兒。 |

### 其他演員
| 演員   | 角色   | 簡介 |
| 謝聞軒 | 孫貴妃 |      |
| 苗譯文 | 胡善祥 | 皇后 |
| 吳廷燁 | 王振   |      |
| 朱可馨 | 小三元 |      |